# Очерет Михайло Йосипович
Очерет Михайло Йосипович (рос. Михаил Иосифович Очерет; 9 квітня 1926, Житомир — 8 лютого 1945) — учасник німецько-радянської війни, стрілець 990-го стрілецького полку 230-ї стрілецької дивізії 5-ї ударної армії 1-го Білоруського фронту, Герой Радянського Союзу, єфрейтор.

## Біографія
Народився у родині службовця. Єврей. Закінчив 7 класів.
У лавах Радянської Армії з 1943 року. На фронті з жовтня 1944 року.
На лівому березі річки Одер 8 лютого 1945 року у районі населеного пункту Карлсбізе (10 кілометрів на схід від міста Вріцен, Німеччина), коли танк супротивника наблизився до командного пункту батальйону, в якому воював Очерет М. Й., з гранатою кинувся під танк та підірвав його. Ціною власного життя сприяв виконанню бойового завдання з'єднання. Звання Героя Радянського Союзу присвоєне Указом Президії Верховної Ради СРСР з одночасним вручення Ордену Леніна 31 травня 1945 року за подвиг що вчинено на одерсському плацдармі посмертно.
Похований в населеному пункті Ньой-Левін (9 кілометрів на схід від міста Бріцен).
В місті Житомирі на будинку школи № 23 встановлено меморіальну дошку герою.